# Acura MDX
El Acura MDX es un vehículo utilitario deportivo (SUV) producido por la división de lujo de Honda Acura. Se vende en varios países por su éxito. Es muy parecido a la Honda Pilot.

## Primera generación
En el año de 2000 nace la camioneta, al principio no era tan agraciada como la actual, era más austera. Montaba un motor SOHC V6 de 3.5 litros con 240 CV (237 HP; 177 kW). Contaba con el sistema de tracción permanente en las cuatro ruedas que sirve para ajustarse a las condiciones del terreno.
Esta camioneta es construida por la planta de Honda en Japón en la que se exportaba a los países en los que se vende Acura.

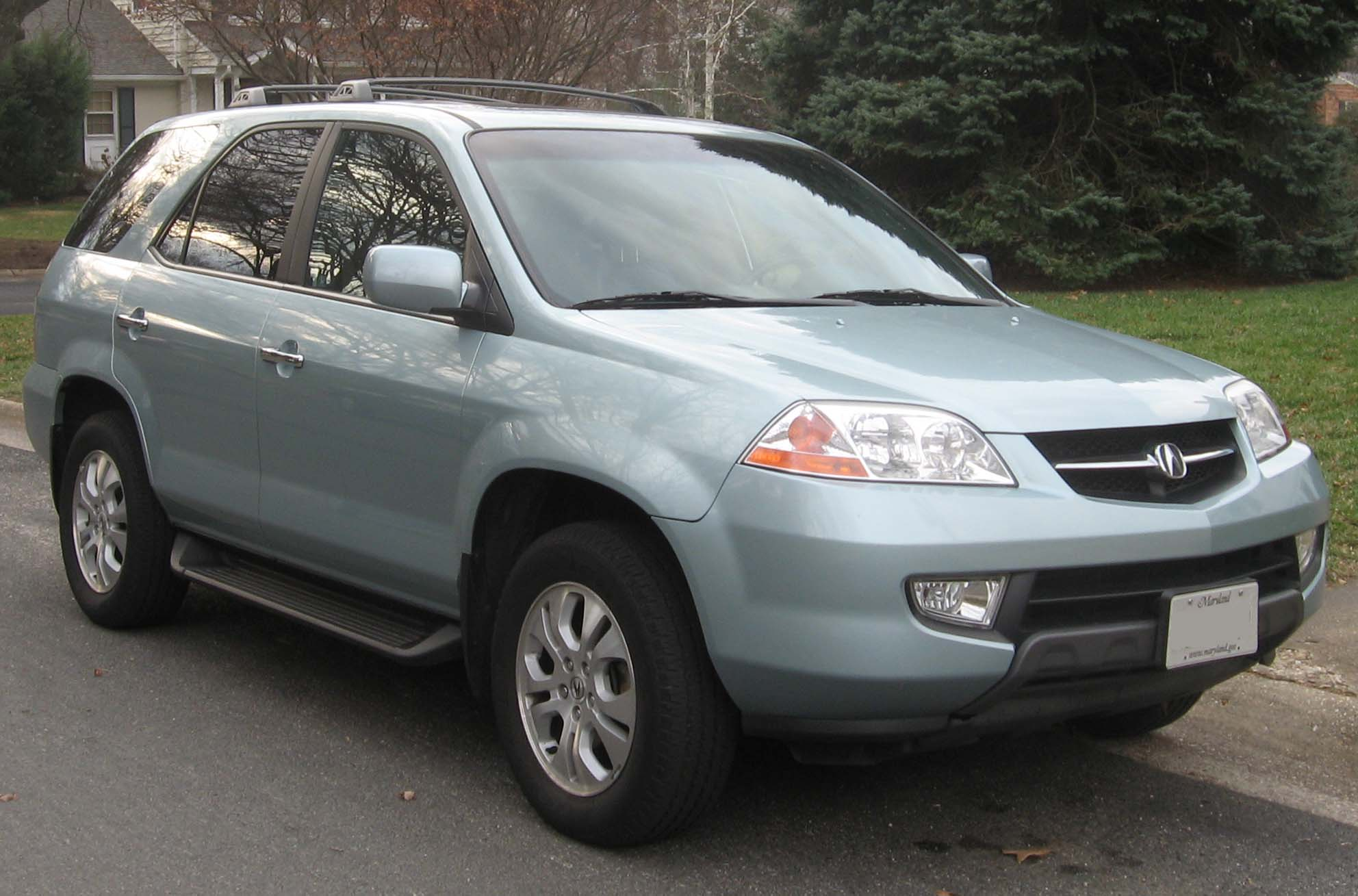
Primera generación.

## Segunda generación
Para la segunda generación se espera un motor V6 de 3.7 litros que dan 300 CV (296 HP; 221 kW). Este es el más eficiente del segmento por su consumo y rendimiento. Puede albergar hasta 7 personas dentro. Tiene una transmisión automática de cinco velocidades y su tracción es integral fija con ABS y ESB.

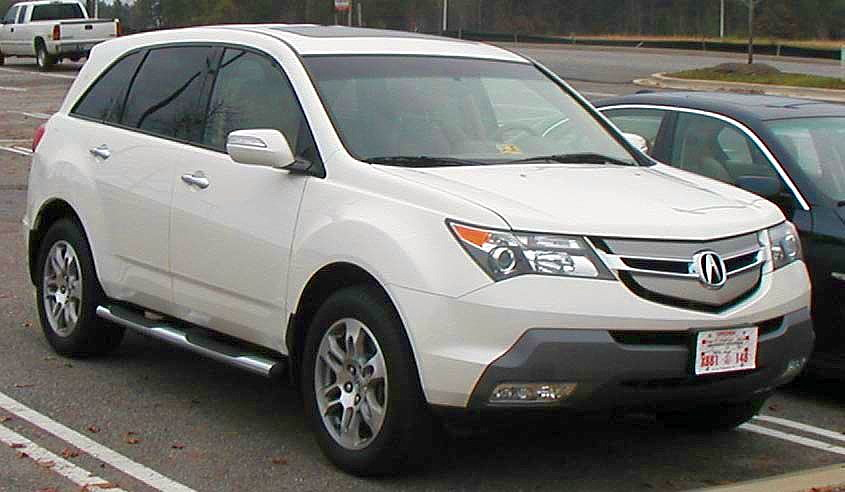
Segunda generación.
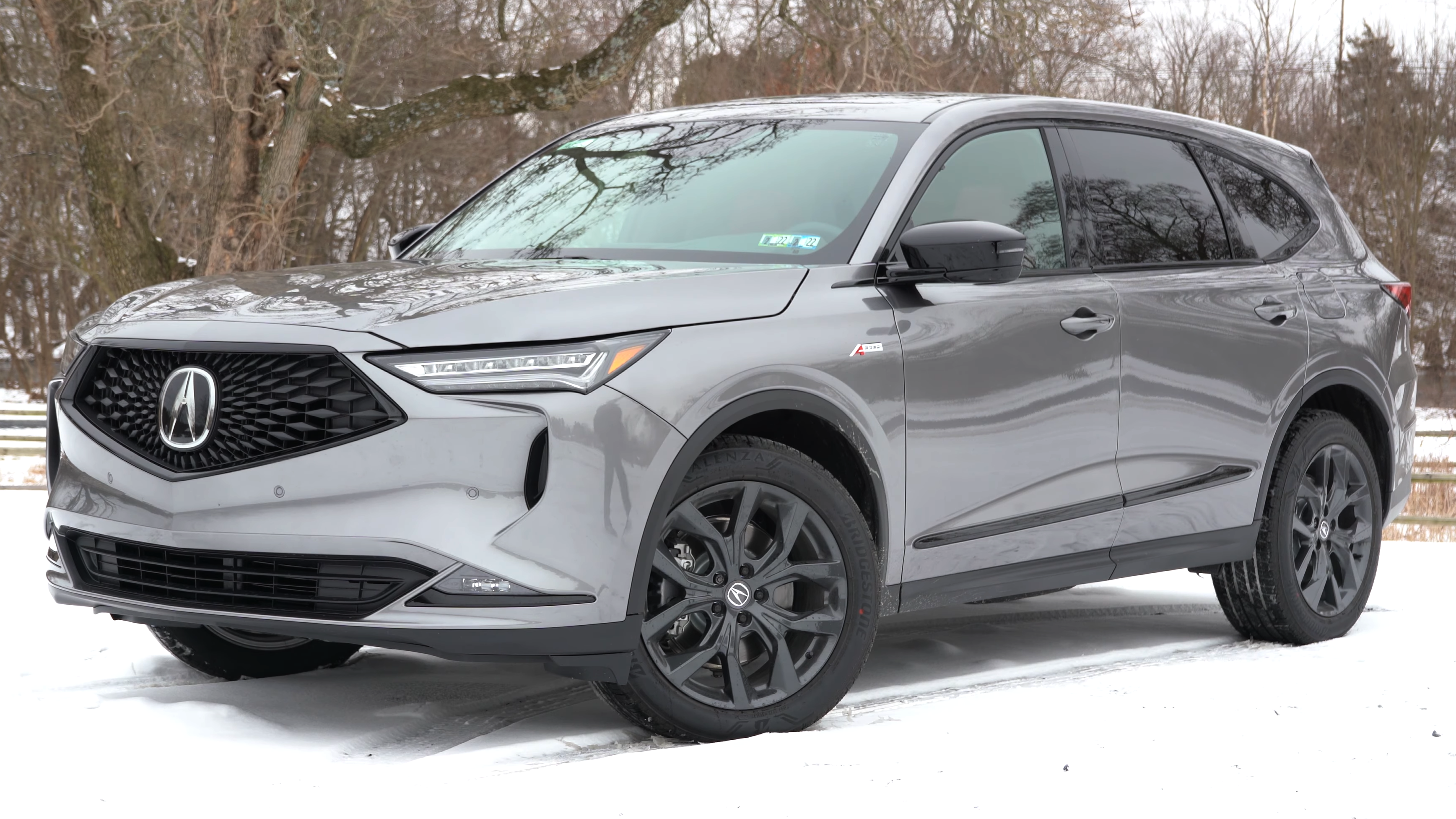
Modelo 2022 en Estados Unidos.